# 転義
転義法（てんぎほう）あるいは転義（てんぎ）とは、修辞技法の一種で、言葉を文字通りの使い方あるいは標準的な使い方とは別の方法で用いることを指す学術的な用語。
日本語で通常「比喩」「比喩的用法」あるいは「喩」などと呼ばれているものは、およそこれに相当する。洒落も転義法に含まれる。

## 概説
転義法にはメトニミー、メタファー、アレゴリー、シネクドキなどがある（後述）。

### tropeの意味の変遷
古典修辞学では、転義法の意味のtropeは、文中の言葉の配列（パターン）の変更を伴う修辞技法を指す「scheme」とともに、修辞技法を大きく二分するものだった。
現代ではtropeは「言葉のあや」「文彩」「修辞」という意味にも使われる。これは「en:figure」と同じ意味で、つまり「修辞技法」のことである。

### 語源
tropeの語源は、ギリシャ語のτροπή, tropē（転、変更）およびτρέπω, trepō（転じること、指示すること、変わること）である。

## 種類
- 直喩（明喩） - 日本語では「ように」をつけて比喩であることを表す。例：雪のように白い
- 隠喩（メタファー） - 類似した特徴を持った異種のものの並置による対象または概念の説明。例：「勇気ある人」→「ライオンのハートを持つ人」
- 換喩（メトニミー） - 近接性による転義法。例：「アメリカ合衆国大統領の決定」→「ホワイトハウスの決定」
- 提喩（シネクドキー） - 部分と全体。換喩およびメタファーと関連したもので、関連する概念を持った何かを言及することによる言葉遊びを生みだす。
- 寓喩（アレゴリー） - 全文、さらには話の全てを通して一貫して使われるメタファー。例：「国家という船はロビイストの嵐よりさらにひどい嵐を抜けて航海した」[1]

- 皮肉（アイロニー） - 標準的な意味の正反対の意味付けによる転義法を生む。例：「かなりの」→「ちょっとした」
- 異義復言（アンタナクラシス） - 単一の言葉をそれぞれ異なる意味で繰り返す転義法。ある種の駄洒落で、他の駄洒落同様に、スローガンの中でよく見かける。
- 誇張法
- 撞着語法
- 緩叙法
- 迂言法
- アンチテーゼ（対照法、対句法）

## 関連用語
- スキーマ(Scheme)
- Trope (literature)
- Tropological reading
- 類推
- 格言
- 寓話

## 関連文献
- George Lakoff & Mark Johnson著・渡部 昇一,楠瀬 淳三,下谷 和幸（訳）（1986）『レトリックと人生』大修館書店.
- 山梨 正明  （1988）『比喩と理解』(認知科学選書)東京大学出版会.
- Janet Martin Soskice著・小松 加代子（訳）（1992）『メタファーと宗教言語』玉川大学出版部.
- Wolfgang Harnisch著・広石 望（訳）（1993）『イエスのたとえ物語―隠喩的たとえ解釈の試み』日本基督教団出版局.ISBN 4818401293.
- 小原 克博　（1994）「神理解への隠喩的アプローチ」、『基督教研究』第56巻第1号.
- 中村 明    （1995）『比喩表現辞典』角川書店.
- 瀬戸 賢一　（1995）『メタファー思考』談社現代新書.
- 辻 幸夫    （2001）『ことばの認知科学事典』大修館書店.
- 石川 淑子 （2001）『ことばと意味―隠喩・広告を通して』 リーベル出版.
- Northrop Frye著・山形 和美（訳）（2001）『力に満ちた言葉―隠喩としての文学と聖書』叢書・ウニベルシタス、法政大学出版局. ISBN 4588007262.
- 辻 幸夫    （2002）『認知言語学キーワード事典』研究社.
- 谷口 一美  （2003）『認知意味論の新展開―メタファーとメトニミー』研究社.
- 瀬戸 賢一  （2005）『よくわかる比喩―ことばの根っこをもっと知ろう』研究社.
- 橋本 功・八木橋 宏勇（2006）「聖書のメタファー分析」『人文科学論集』vol.40..
- 楠見 孝    （2007）『メタファー研究の最前線』 ひつじ書房.
- 山梨 正明  （2007）『比喩と理解 (コレクション認知科学)』東京大学出版会.
- 橋本 功・八木橋 宏勇（2007）「メタファとメトニミの相互作用 : 聖書を読み解く認知メカニズム」『人文科学論集』vol.41. .
- Raymond W. Gibbs Jr.著・井上 逸兵・辻 幸夫（監修）、小野 滋・出原 健一・八木 健太郎（訳）『比喩と認知： 心とことばの認知科学』研究社. ISBN 4327378135
- 山梨 正明(編集) （2008）『概念化と意味の世界 認知意味論のアプローチ 』研究社.
- 橋本 功・八木橋 宏勇（2011）『聖書と比喩 : メタファで旧約聖書の世界を知る』　慶應義塾大学出版会. ISBN 978-4766417661.
- 中村 和夫編著  （2013）『英字新聞にみる現代英文比喩集』 櫂歌（とうかい）書房　ISBN 978-4-434-17921-1.